# Дєдовицький район
Дєдовицький район (рос. Дедовицкий район) — муніципальне утворення у складі Псковської області, Російська Федерація.
Адміністративний центр — селище міського типу Дєдовичі. Район включає 12 муніципальних утворень.